# Ciclismo en España

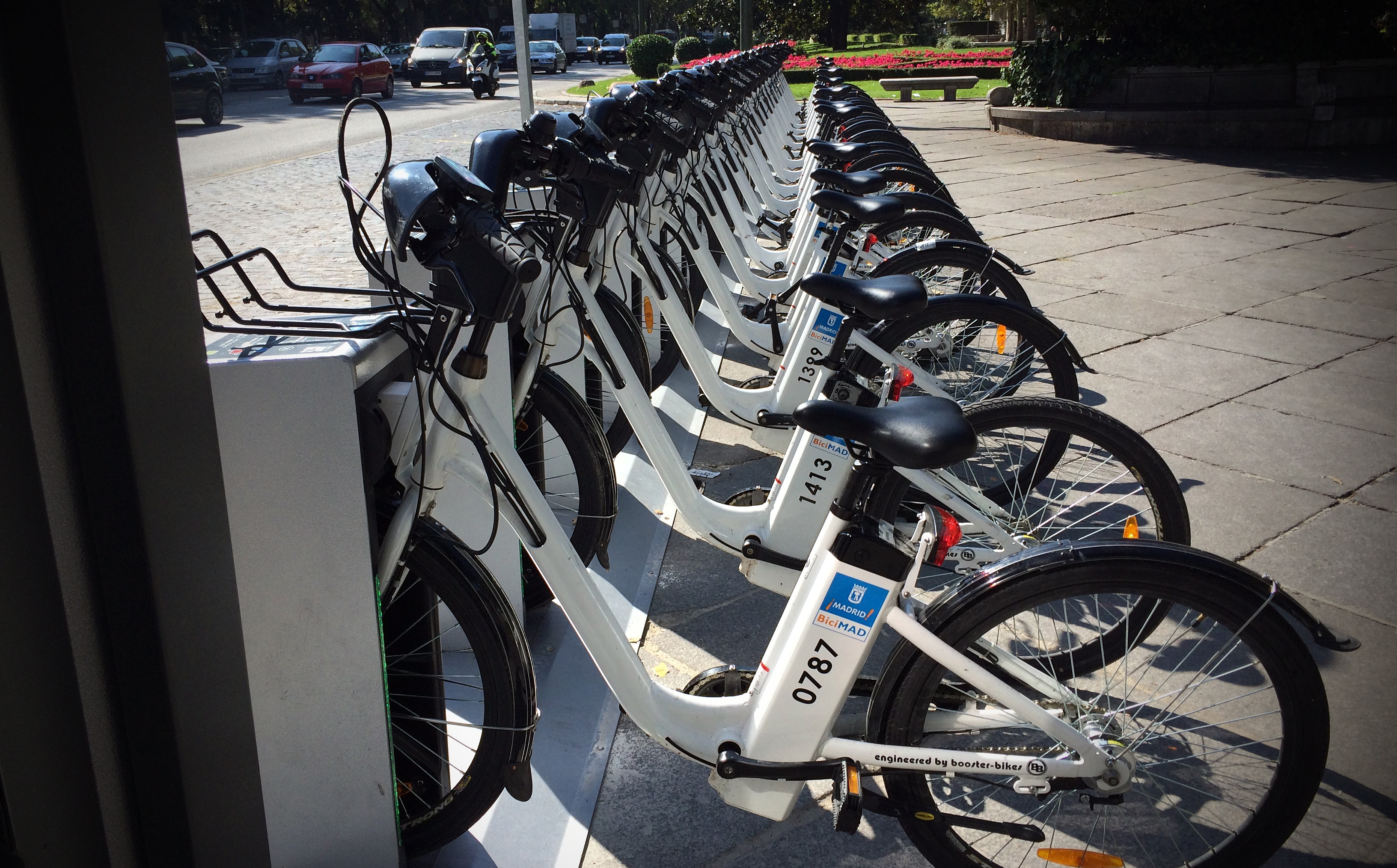
Bicicletas públicas en Plaza Cibeles, Madrid.

El ciclismo es un modo de transporte en España con un 20% de personas que incluyen la bici como su modo de transporte. Aunque algunas ciudades españolas como Valencia, Vitoria y Zaragoza superan ampliamente esa cifra, con un 45%.
Hay alguna infraestructura de ciclismo como ciclocaminos, pistas de ciclos, intersecciones protegidas, aparcamientos de bicicletas, pero se carece de carriles bici en las carreteras regionales y, principalmente, en las estatales.
Por otro lado, en una visión general sobre el tráfico, España tiene 8,1 muertes en número anual de fallecimientos por lesiones (involuntarias e intencionadas) entre niños de 1 a 14 años durante 1991-95, expresados por 100.000 niños en el grupo de edad.
Se ha sido planeado un Plan Estratégico Estatal de la Bicicleta, pero solo se han puesto en marcha dos de las más de cuarenta medidas han sido aprobadas para la reforma del Reglamento General de Circulación.

## Lista de ciclovías
- TransAndalus.[4]

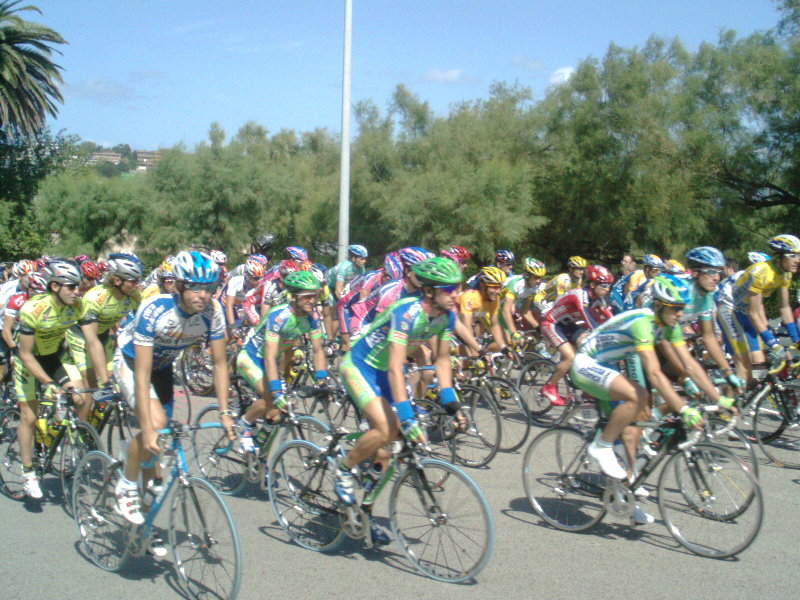
La Vuelta a España a su paso por Santander.

- 1800 km de vías verdes públicas en anteriores rutas de ferrocarril por todas partes España.[5]

## Ciclismo deportivo
La primera prueba ciclista que se tiene constacia en el Estado fue la prueba Éibar - Elgoibar - Éibar en 1910. No sería hasta 1913 cuando se conociera el primer ganador español, fue Cándido Arrizabalaga, alias Aputxiano, que tomó su sobrenombre por el ciclista italiano Apocciano. Cándido era el abuelo de un mítico portero de finales de los años 50 de la SD Eibar, Félix Arrizabalaga y con el mismo apodo. Al estar la mayoría de las fábricas de bicicletas en Éibar, siempre se le considerarán como los iniciadores de este deporte en España.

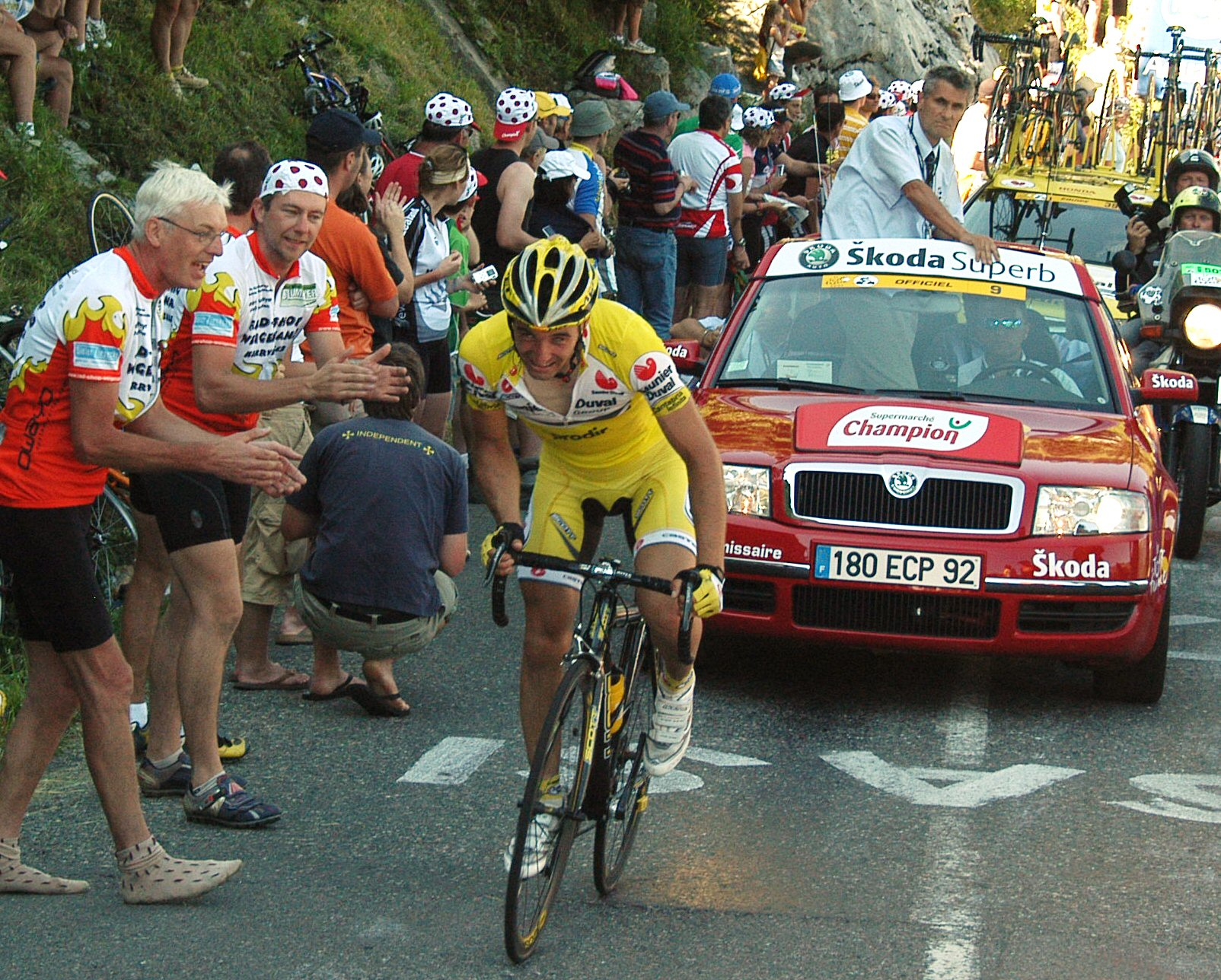
David de la Fuente en la 7ª etapa del Tour de Francia 2007 en el Col de la Colombière.

Desde 1932 a 1936 se vino celebrando el Gran Premio de la República, antecesora de la Vuelta a España y con salidas siempre desde Éibar.
El ciclismo ha sido un deporte muy importante en España desde los años 1940. La Vuelta a España es uno de los acontecimientos de ciclismo más importantes en el mundo y forma parte de las Tres Grandes Vueltas junto al Tour de Francia y al Giro de Italia. Además de la Vuelta también destacan la Volta a Cataluña, la Vuelta al País Vasco o la Clásica San Sebastián entre otras.
El ciclista español más laureado de la historia es Miguel Induráin, ganador del Tour de Francia en cinco ediciones consecutivas, entre 1991 y 1995, campeón olímpico en Atlanta 1996 en la prueba contrarreloj, y ganador del Giro de Italia de 1992 y 1993.
Por su parte, Alberto Contador es el único ciclista español ganador de las tres grandes vueltas, Tour de Francia en 2007 y 2009, Giro de Italia en 2008 y 2015 y Vuelta a España en 2008, 2012 y 2014.
Induráin y Contador son los únicos españoles que han ganado el Giro de Italia. En tanto, otros cinco españoles han triunfado en el Tour de Francia: Federico Martín Bahamontes (1959), Luis Ocaña (1973), Pedro Delgado (1988), Óscar Pereiro (2006) y Carlos Sastre (2008).
España ha tenido varios equipos UCI ProTeam: Euskaltel-Euskadi (1994-2012), ONCE (1989-2006), Saunier Duval (2004-2011) y Movistar Team (2004-presente).
La selección española de ciclismo ha ganado un total de 41 medallas a lo largo de su historia en el mundial de ciclismo en ruta. Ha tenido hasta cuatro campeones del mundo en la prueba de ruta, y dos en la prueba de contrarreloj. 
Estos son los ganadores de alguna edición del campeonato del mundo en ruta:
- Abraham Olano: oro en 1995.
- Óscar Freire: oro en 1999, 2001, 2004.
- Igor Astarloa: oro en 2003.
- Alejandro Valverde: oro en 2018.

Estos son los ganadores de alguna edición del campeonato del mundo de contrarreloj:
- Miguel Induráin: oro en 1995.
- Abraham Olano: oro en 1998.
- Joane Somarriba: oro en 2003.

En categoría femenina destaca Joane Somarriba ganadora de la Grande Boucle en 2000, 2001 y 2003 y del Giro de Italia en 1999 y 2000. Con la selección femenina de ciclismo ganó la medalla de oro en el campeonato del mundo de contrarreloj en 2003, la medalla de plata en 2005 en la misma modalidad, y la medalla de bronce en el campeonato del mundo en línea en 2002.
Otra disciplina de ciclismo practicada en España es el ciclismo en pista. Su máximo exponente es Joan Llaneras, siete veces campeón del mundo, oro en los Juegos Olímpicos de Sídney 2000, plata en Atenas 2004 y doble medallista (oro en puntuación y plata en madison junto a Antonio Tauler) en Pekín 2008. También destacan en esta modalidad en la que han conseguido varios campeonatos del mundo, ciclistas como Sebastián Mora (scratch en 2016), Albert Torres (madison en 2014) y David Muntaner (madison en 2014).
Además de estas medallas olímpicas, José Manuel Moreno Periñán obtuvo el oro en 1992 en la modalidad de 1 km contrarreloj en pista, Miguel Induráin y Abraham Olano conquistaron el oro y la plata respectivamente en 1996 en la modalidad de contrarreloj individual en ruta, José Antonio Escuredo la medalla de plata en keirin, Sergi Escobar la de bronce en la modalidad de persecución y después otro bronce por equipos junto a Asier Maeztu, Carlos Torrent y Carlos Castaño Panadero en 2004, y Samuel Sánchez el oro en ruta y Leire Olaberria el bronce en  puntuación en pista en 2008.
En el ciclismo de montaña en la modalidad de cross country, destacan Margarita Fullana, campeona del mundo en dos ocasiones por relevos (1999 y 2000), y tres más individual (1999, 2000 y 2008) y medalla de bronce en los Juegos Olímpicos de Sídney 2000, Carlos Coloma, medalla de bronce en los Juegos Olímpicos de Río de Janeiro 2016 y campeón del mundo por relevos en 1999, José Antonio Hermida, tres veces campeón del mundo por relevos (1999, 2000 y 2005), más una individual (2010) y medalla de plata en los Juegos Olímpicos de Atenas 2004 y David Valero, medalla de bronce en los Juegos Olímpicos de Tokio 2020.